# Anne Twomey
Anne Twomey (* 7. Juni 1951 in Boston, Massachusetts) ist eine US-amerikanische Schauspielerin.

## Leben
Twomey begann ihre Schauspielkarriere am Theater. 1980 spielte sie die Hauptrolle in der Originalproduktion des Dramas Nuts, welches 1987 mit Barbra Streisand verfilmt wurde. Für ihre Darstellung wurde Twomey für den Tony Award nominiert und gewann den Theatre World Award. Anschließend spielte sie in der Broadwayproduktion To Grandmother's House We Go. 1983 wurde sie für ihre Darstellung in der Off-Broadway-Produktion Vieux Caree für den Drama Desk Award nominiert. Im Jahr darauf spielte sie in der mit einem Obie Award ausgezeichneten Off-Broadway-Produktion The Vampires. 1989 trat sie am Broadway in Tennessee Williams’ Orpheus Descending auf.
Ab 1984 erhielt Twomey auch Film- und Fernsehrollen. Zu ihren ersten Engagements gehörte ein Gastauftritt in einer Folge der Sitcom Die Bill Cosby Show, weitere Gastrollen spielte sie unter anderem in den Fernsehserien Twilight Zone und Magnum. Ihr Spielfilmdebüt hatte sie in Wes Cravens Horrorfilm Der tödliche Freund an der Seite von Matthew Labyorteaux und Kristy Swanson. In Donald P. Bellisarios Thriller Last Rites war sie neben Tom Berenger und Daphne Zuniga zu sehen. In den 1990er Jahren hatte sie eine wiederkehrende Gastrolle als Linda Salerno in der Serie L.A. Law – Staranwälte, Tricks, Prozesse und spielte in der Fernseh-Neuverfilmung von Alfred Hitchcocks Das Fenster zum Hof neben Christopher Reeve und Daryl Hannah. Eine weitere größere Nebenrolle hatte sie im Gerichtsdrama The Confession – Das Geständnis neben Ben Kingsley und Alec Baldwin. Zwischen 2000 und 2001 spielte sie Catherine Zambrano in der Serie Third Watch – Einsatz am Limit.
Twomey ist seit 1986 mit dem Schauspieler John Bedford Lloyd verheiratet und hat zwei Kinder.

## Filmografie (Auswahl)
- 1984: Die Bill Cosby Show (The Cosby Show)
- 1985: Twilight Zone
- 1986: Der tödliche Freund (Deadly Friend)
- 1986: Imagemaker – Im Zentrum der Macht (The Imagemaker)
- 1987: Magnum (Magnum, P.I.)
- 1988: Der Equalizer (The Equalizer)
- 1988: Last Rites
- 1992: Seinfeld
- 1993: L.A. Law – Staranwälte, Tricks, Prozesse (L.A. Law)
- 1994: Der Scout (The Scout)
- 1995: Law & Order
- 1997: Der gebuchte Mann (Picture Perfect)
- 1998: Das Fenster zum Hof (Rear Window)
- 1999: The Confession – Das Geständnis (The Confession)
- 2000: Law & Order: Special Victims Unit
- 2000–2001: Third Watch – Einsatz am Limit (Third Watch)
- 2003: Criminal Intent – Verbrechen im Visier (Law & Order: Criminal Intent)

## Broadway
- 1980: Nuts
- 1981: To Grandmother's House We Go
- 1989: Orpheus Descending

## Off-Broadway
- 1983: Vieux Caree
- 1984: The Vampires

## Auszeichnungen
- 1980: Tony-Award-Nominierung für Nuts
- 1980: Theatre World Award für Nuts
- 1983: Drama-Desk-Award-Nominierung für Vieux Caree